# Carlfranklinoides
Carlfranklinoides es un género de foraminífero bentónico de la subfamilia Discorbinellinae, de la familia Discorbinellidae, de la superfamilia Discorbinelloidea, del suborden Rotaliina y del orden Rotaliida. Su especie tipo es Carlfranklinoides prociduus. Su rango cronoestratigráfico abarca el Holoceno.

## Clasificación
Carlfranklinoides incluye a las siguientes especies:
- Carlfranklinoides prociduus
- Carlfranklinoides prociduaformis